# Aplonobia pentziae
Aplonobia pentziae är en spindeldjursart som beskrevs av Meyer 1987. Aplonobia pentziae ingår i släktet Aplonobia och familjen Tetranychidae. Inga underarter finns listade i Catalogue of Life.